# Liste der Auszeichnungen von Michael Caine
Der britische Filmschauspieler Michael Caine erhielt zahlreiche internationale und nationale Auszeichnungen und Ehrungen:

## Auszeichnungen (Auswahl)

### Academy Awards
Auszeichnung
- 1987: Oscar Bester Nebendarsteller in Hannah und ihre Schwestern
- 2000: Oscar Bester Nebendarsteller in Gottes Werk und Teufels Beitrag

Nominierung
- 1967: Oscar-Nominierung als bester Hauptdarsteller in Der Verführer läßt schön grüßen (Alfie)
- 1973: Oscar-Nominierung als bester Hauptdarsteller in Mord mit kleinen Fehlern (Sleuth)
- 1984: Oscar-Nominierung als bester Hauptdarsteller in Rita will es endlich wissen (Educating Rita)
- 2003: Oscar-Nominierung als bester Hauptdarsteller in Der stille Amerikaner (The Quiet American)

### BAFTA Awards
Auszeichnung
- 1984: BAFTA Film Award als bester Darsteller in Rita will es endlich wissen (Educating Rita)

Nominierung
- 1966: BAFTA Film Award als bester britischer Darsteller in Ipcress – streng geheim (The Ipcress File)
- 1967: BAFTA Film Award als bester britischer Darsteller in Der Verführer läßt schön grüßen (Alfie)
- 1984: BAFTA Film Award als bester Darsteller in Der Honorarkonsul (The Honorary Consul)
- 1987: BAFTA Film Award als bester Darsteller in Hannah und ihre Schwestern (Hannah and Her Sisters)
- 1999: BAFTA Film Award als bester Hauptdarsteller in Little Voice
- 2000: BAFTA Film Award als bester Nebendarsteller in Gottes Werk und Teufels Beitrag (The Cider House Rules)
- 2003: BAFTA Film Award als bester Hauptdarsteller in Der stille Amerikaner (The Quiet American)

### BAFTA/LA Britannia Awards
Auszeichnung
- 1990: Britannia Award für herausragende Leistungen im Film

### Bangkok International Film Festival
Auszeichnung
- 2003: Golden Kinnaree Award als bester Darsteller in Der stille Amerikaner (The Quiet American)

### British Independent Film Awards
Nominierung
- 1999: British Independent Film Award als bester Darsteller in Little Voice

Auszeichnung
- 2009: Entertainment Personality Award

### Broadcast Film Critics Association Awards
Nominierung
- 2009: Critics Choice Award als bestes Ensemble in The Dark Knight

### Chicago Film Critics Association Awards
Nominierung
- 1999: CFCA Award als bester Nebendarsteller in Little Voice

### Emmy Awards
Nominierung
- 1990: Emmy als bester Hauptdarsteller in einer Miniserie oder einem Fernsehfilm in Jekyll und Hyde (Jekyll and Hyde)
- 1994: Emmy als bester Hauptdarsteller in einer Miniserie oder einem Fernsehfilm in World War II: When Lions Roared
- 1997: Emmy als bester Nebendarsteller in einer Miniserie oder einem Fernsehfilm in Mandela und de Klerk – Zeitenwende (Mandela and de Klerk)

### Empire Awards, UK
Auszeichnung
- 2000: Lifetime Achievement Award als Ehrung des Lebenswerkes

Nominierung
- 2001: Empire Award als bester britischer Darsteller in Gottes Werk und Teufels Beitrag (The Cider House Rules)
- 2010: Empire Award als bester Darsteller in Harry Brown

### Europäischer Filmpreis
Auszeichnung
- 2015: Ehrenpreis
- 2015: Darstellerpreis für Ewige Jugend

Nominierung
- 2001: Europäischer Filmpreis als bester Darsteller in Letzte Runde (Last Orders)

### Evening Standard British Film Awards
Auszeichnung
- 1975: Evening Standard British Film Award als bester Darsteller in Mord mit kleinen Fehlern (Sleuth)
- 1999: Spezialpreis für besondere Verdienste im britischen und internationalen Film

### Film Society of Lincoln Center
Auszeichnung
- 2004: Gala Tribute

### Golden Globes
Auszeichnung
- 1984: Golden Globe Bester Hauptdarsteller – Drama in Rita will es endlich wissen (Educating Rita)
- 1989: Golden Globe Bester Hauptdarsteller – Mini-Serie oder TV-Film in Jack the Ripper – Das Ungeheuer von London (Jack the Ripper)
- 1999: Golden Globe Bester Hauptdarsteller – Musical oder Comedy in Little Voice

### Goldene Himbeere
Nominierung
- 1981: Goldene Himbeere Schlechtester Schauspieler in Dressed to Kill und Freibeuter des Todes
- 1988: Goldene Himbeere Schlechtester Nebendarsteller in Der weiße Hai – Die Abrechnung (Jaws: The Revenge)